# K.k. Ministerium für Landesverteidigung
Koordinaten: 48° 12′ 10″ N, 16° 21′ 45″ O

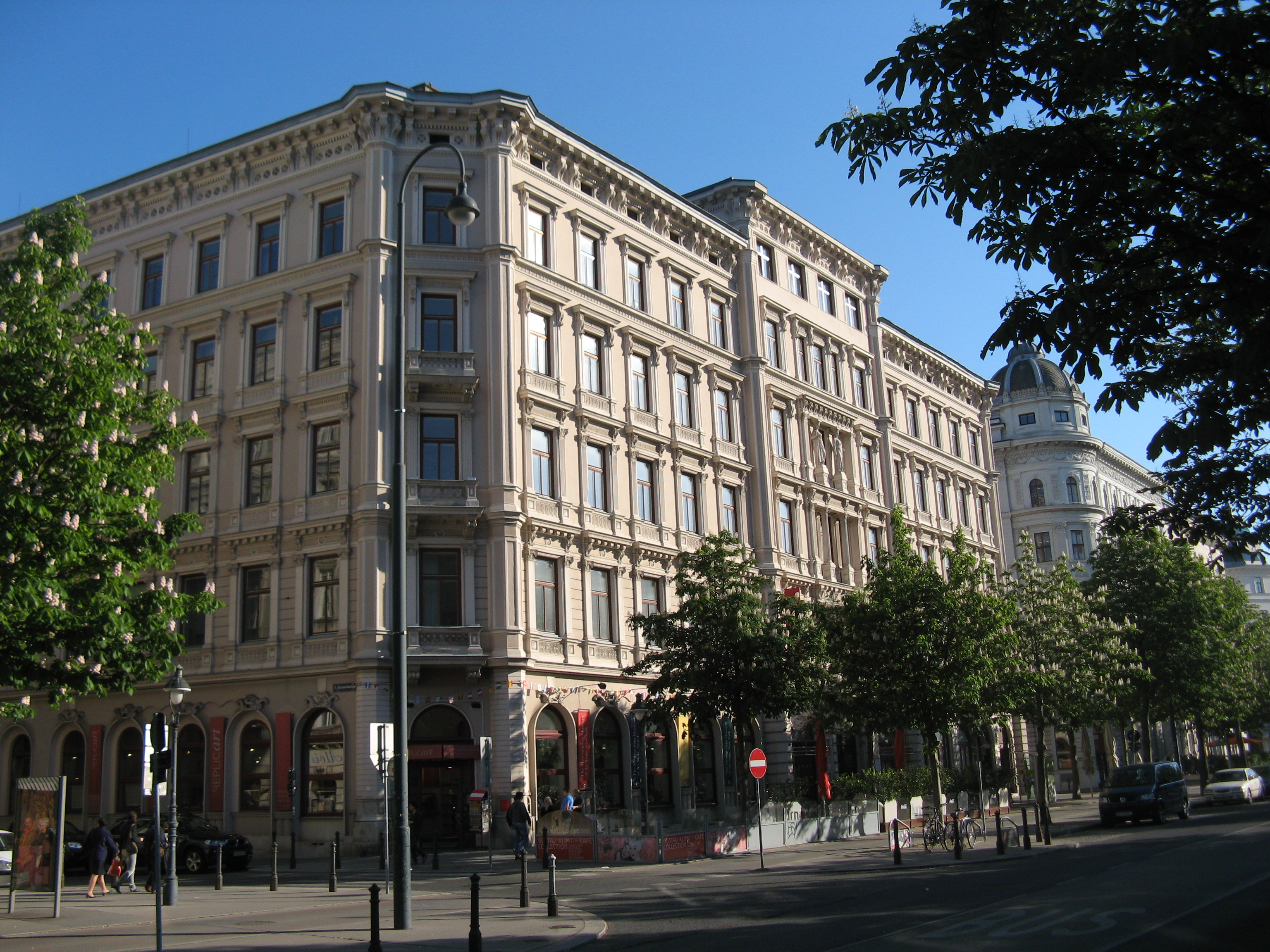
Ehemaliges k.k. Landwehrministerium in Wien 1., Babenbergerstraße 5

Das k.k. Ministerium für Landesverteidigung (umgangssprachlich auch Landwehrministerium genannt) mit Sitz in Wien war eines von drei im Frieden formal unabhängig voneinander agierenden Streitkräfteministerien der österreichisch-ungarischen Monarchie. Die anderen beiden Ministerien waren:
- das k.u.k. Kriegsministerium mit Sitz in Wien – zuständig für das gemeinsame Heer und die Kriegsmarine
- das k.u. Honvédministerium mit Sitz in Budapest – zuständig für die königlich-ungarische Landwehr mit der angeschlossenen „croatisch-slawonischen Landwehr“.

Das Landwehrministerium wurde am 30. Dezember 1867 als k.k. Ministerium für Landesverteidigung und öffentliche Sicherheit eingesetzt, 1870 in k.k. Ministerium für Landesverteidigung umbenannt und bestand bis zum 11. November 1918. Es war zuständig für Finanzierung, Organisation und Verwaltung der ab 1868 in der cisleithanischen Reichshälfte der Doppelmonarchie neben dem gemeinsamen Heer Österreich-Ungarns aufgestellten militärischen Verbände, die als kaiserlich-königliche Landwehr bezeichnet wurden. Die gesetzlichen Grundlagen dazu, vor allem das Budget und das Wehrgesetz, wurden auf Antrag des Ministeriums vom Reichsrat beschlossen und vom Kaiser sanktioniert (genehmigt).

## Rahmenbedingungen
Nach dem verlorenen Krieg mit Preußen (den Preußen begonnen hatte) war Kaiser Franz Joseph I. 1866 / 1867 gezwungen, dem seit der gescheiterten Sezession 1849 in passivem Widerstand verharrenden Königreich Ungarn mit dem so genannten österreichisch-ungarischen Ausgleich Teilsouveränität und Gleichberechtigung mit Österreich einzuräumen. Dazu musste das bis dahin einheitlich geführte Kaisertum Österreich (mit Ungarn als Teil) verfassungsrechtlich in die so genannte „Doppelmonarchie“ umgebaut werden.
Eine der Forderungen Ungarns war die nach eigenen Streitkräften. Der Kompromiss mit der Krone ergab das Recht beider Reichshälften, ab 1867 neben dem weiterhin bestehenden (gemeinsamen) Heer eigene Territorialstreitkräfte aufzustellen: In Transleithanien wurde die k.u. Landwehr (ungarisch: Királyi Honvédség, auch auf Deutsch im Kontrast zur österreichischen Landwehr oft als Honvéd bezeichnet) aufgebaut, in Cisleithanien ihr entsprechend die k.k. Landwehr.
Obwohl das gemeinsame Heer den Hauptteil der gesamten bewaffneten Macht bildete, gab es kein gemeinsames Wehrgesetz beider Reichshälften. Diese hatten sich 1867 Autonomie bei der Rekrutierung vorbehalten.

## Budget
Ab 1868 bestanden in Österreich-Ungarn drei de jure selbstständige Heereskörper nebeneinander, von denen jedoch das gemeinsame Heer als bei weitem größte Institution führend war. So wurden etwa im Jahr 1896 für das Heer 140,2 Mio., für die Landwehr 15,7 Mio. und für die Honvéd (1895) 14,7 Mio. Gulden budgetiert. Auf Grund der wesentlich geringeren Rekrutenzahl der Landwehr war diese jedoch budgetär nicht automatisch schlechter gestellt: Im Heeresbudget waren z. B. auch Kosten für Festungsbauten enthalten; die Landwehr konnte sich hingegen auf Ausbildung und Ausrüstung konzentrieren. Die fünf Regimenter der k.k. Gebirgstruppe waren bei Kriegsbeginn die am besten ausgebildeten und ausgerüsteten Truppenteile Österreich-Ungarns.

## Lage
Das k.k. Ministerium für Landesverteidigung befand sich in Wien, 1. Bezirk, in der Babenbergerstraße 5 in unmittelbarer Nähe zur Hofburg als Wohn- und Arbeitsort des Kaisers und zum Parlament.

## Oberbefehlshaber
Den allerhöchsten Oberbefehl hatte bis Juli 1914 Kaiser Franz Joseph I. selbst inne; mit Kriegsbeginn ernannte er General der Infanterie Erzherzog Friedrich von Österreich-Teschen zum Armeeoberkommandanten, dem alle Landstreitkräfte Österreich-Ungarns unterstanden. Am 2. Dezember 1916 übernahm Karl I./IV. den ah. Oberbefehl selbst und behielt ihn bis zum Zerfall des gemeinsamen Heeres Anfang November 1918. Zur Verantwortung des Waffenstillstands vom 3. November und der Demobilisation vom 6. November berief der Kaiser am 3. November 1918 Arthur Arz von Straußenburg, am 4. November an dessen statt Hermann Kövess von Kövesshaza zum Armeeoberkommandanten.

## Minister
Der Minister wurde vom Kaiser im Einvernehmen mit dem ebenfalls von ihm ernannten k.k. Ministerpräsidenten ernannt und enthoben.
Landwehrminister (zum Vortrag beim Allerhöchsten Oberbefehl berechtigt) waren:
- Eduard Graf Taaffe, 30. Dezember 1867 – 15. Jänner 1870 (zugleich Stv. Ministerpräsident, ab 24. September 1868 k.k. Ministerpräsident des Bürgerministeriums)
- Ignaz von Plener, 15. Jänner – 1. Februar 1870, zugleich k.k. Ministerpräsident
- Feldmarschalleutnant Johann von Wagner, 1. Februar – 12. April 1870
- Eduard Graf Taaffe, 12. April 1870 – 1871, zugleich k.k. Minister des Innern
- Generalmajor Heinrich Freiherr von Scholl, 6. Februar 1871 – 22. November 1871
- Generalmajor Freiherr Julius von Horst, 1871 – 1880
- Zeno Graf Welser von Welsersheimb, 1880 – 1905, 1882 Feldmarschallleutnant
- Feldzeugmeister Franz Schönaich, 1905 – 24. Oktober 1906 (an diesem Tag zum Reichskriegsminister ernannt)[3]
- Julius Latscher von Lauendorf, 28. Oktober 1906 – 1. Dezember 1907
- General der Infanterie Friedrich Freiherr von Georgi, 1. Dezember 1907 – 23. Juni 1917
- General Karl Czapp Freiherr von Birkenstetten,[4] 23. Juni 1917 – 27. Oktober 1918
- Mit der Leitung betraut: Sektionschef Friedrich Freiherr Lehne von Lehnsheim, 27. Oktober – 11. November 1918[5] (siehe Ministerium Lammasch)

## Struktur des Ministeriums

Landwehrminister von Georgi als Generaloberst nach 1916

Die in der Folge dargestellte Gliederung bezieht sich auf den Stand vom Juli 1914 unmittelbar vor Beginn des Ersten Weltkriegs.
Das Ministerium setzte sich aus mehreren Sektionen zusammen, die in Departements (Abteilungen) und Bureaux (Büros) gegliedert waren. Die aktuelle Gliederung wurde im Schematismus der k.k. Landwehr und der k.k. Gendarmerie der im Reichsrat vertretenen Königreiche und Länder publiziert, der jährlich in der k.k. Hof- und Staatsdruckerei in Wien erschien.
Adjutanten:
Personaladjutant: Oberleutnant Viktor Hurth
- Zur persönlichen Dienstleistung beim Minister:

Oberstleutnant Heinrich Kutschera
Ministerialsekretär Gaston Murad

### Sektionschefs und Departements
Feldmarschallleutnant Richard Schreyer
Feldmarschalleutnant Karl Edler von Langer
Sektionschef Karl Rädlhammer (ökonomische Sektion und Landwehrintendantur)
Sektionschef Karl Graf Messey de Bielle
Sektionschef Alfred Freiherr Bibra von Gleicherwiesen
Sektionschef Otto Stöger Edler von Marenpach
- Präsidialbureau

Oberst des Generalstabskorps Stephan Majewski
Personalangelegenheiten der Generale, aller Stabsoffiziere und Stabsoffiziersaspiranten, Preßangelegenheiten, Verordnungsblatt und Schematismen
- Präsidialhilfsamt

Vorstand: Oberst Eduard Hofer
| I. | II. | III. |
| --- | --- | --- |
| - Departement I Vorstand: Oberstleutnant Emil Rosmus Personalangelegenheiten aller Oberoffiziere und Fähnrich/Kadetten, Führen der Qualifikationslisten - Departement II Vorstand: Oberst des Generalstabskorps Richard Jellenchich Organisation, Waffenübungen, Kurse, sonstige Generalstabsangelegenheiten - Departement III Vorstand: Oberst Artur Nikolits Waffen-, Munitions- und Pferdewesen, Truppentrain - Departement IV Vorstand: Oberstauditor Alois Grňa Heiratskautionsangelegenheiten - Departement V Vorstand: Generalauditor Robert Ružiczka (Chef des k.k. Offizierskorps für den Justizdienst) Landwehrjustizwesen - Departement VI Vorstand: General-Oberstabsarzt Andreas Thurnwald (Chef des Landwehrärztlichen Offizierskorps) Landwehrsanitätswesen, Personalangelegenheiten der Ärzte und Medikamentenbeamten - Departement VII Vorstand: Oberst Oskar Preissler Schulwesen der Mannschaft - Departement VIII Vorstand: vakant Schlagfertigkeit, Dienstbücher | - Departement IX Vorstand: Oberstleutnant Ludwig Maurer Landsturm - Departement X Vorstand: Landwehr-Oberintendant 1. Klasse Michael Schmidl Gebührenwesen - Departement X a Vorstand: Landwehr-Oberintendant 1. Klasse Karl Purschke Versorgung - Departement X b Vorstand: Landwehr-Oberintendant 1. Klasse Karl Ritter von Künell auf Nedamow Budget - Departement XI Vorstand: Generalintendant Ignaz Halbmayr Einquartierung - Departement XII Vorstand: Landwehr-Oberintendant 1. Klasse Josef Hermann Bekleidung und Ausrüstung - Departement XIII Vorstand: Sektionsrat Emil Kralowsky Stiftungen, Zertifikate und Kanzleidirektion - Departement XIV Vorstand: Ministerialrat Friedrich Freiherr Lehne von Lehnsheim Wehrgesetzangelegenheiten | - Departement XV a Vorstand: Ministerialrat Karl Sweceny Wehrgesetzangelegenheiten allgemeiner Natur - Departement XV b Vorstand: Sektionsrat Moritz Freiherr von Streit Wehrgesetzangelegenheiten spezieller Natur - Departement XVI Vorstand: Ministerialrat Ladislaus Ritter von Podczaski Militäreinquartierung - Departement XVII Vorstand: Sektionsrat Oskar Graf Ségur-Cabanac Vorspann und Pferde - Departement XVIII Vorstand: Ministerialrat Karl Mathis Angelegenheiten des k.k. österreichischen Kriegerkorps - Departement XIX Vorstand: Sektionsrat Eugen Ruff Gendarmerie, politische Angelegenheiten - Departement XX Vorstand: Generalmajor Johann Herold von Stoda Gendarmerie, militärische Angelegenheiten - Ministerialrechnungsdepartement Vorstand: Ministerialrat Anton Parzer - Landwehr-Fachrechnungsdepartement Vorstand: Landwehrministerialrat Edmund Zboržil - Gendarmerie-Fachrechnungsdepartement Vorstand: Rechnungsdirektor Jakob Drux - Hilfsämterdirektion Oberdirektor Franz Svoboda |

## Nachgestellte Institutionen

### Landwehrgerichtsbehörden
- Oberster Landwehrgerichtshof
- k.k. Generalmilitäranwalt
- Landwehrdivisionsgerichte
- Landwehrbrigadegerichte

### Landwehroberkommando
Wien 1. Bez. Schillerplatz 4 (Im Frieden nicht aufgestellt)

### Landwehrterritorialkommanden
Militärkommanden in:
Krakau: (Westgalizien, Schlesien, Nordmähren)
Wien: (Niederösterreich und Südmähren)
Graz: (Steiermark, Kärnten, Krain, Triest, Görz, Gradiska)
Prag: Böhmen
Leitmeritz: Böhmen
Przemyśl: Mittelgalizien
Lemberg: Ostgalizien und Bukowina
Innsbruck: (Tirol, Vorarlberg, Oberösterreich, Herzogtum Salzburg)
Ragusa: Dalmatien

### k.k. Gendarmerie
Die k.k. Gendarmerie wurde 1849 als militärischer Wachkörper für zivile Sicherheit gegründet. Ab 1869 wurde sie in den Großstädten Cisleithaniens, da den Gendarmen polizeiliche Ausbildung zumeist fehlte und oft Sprachbarrieren auftraten, durch die nicht militärische, bald dem Innenminister unterstehende k.k. Sicherheitswache ersetzt; in den ländlichen Gegenden Österreichs blieb die spätere Bundesgendarmerie bis 2005 erhalten. K.k. Landesgendarmeriekommandos bestanden in Wien, Prag, Innsbruck, Brünn, Lemberg, Graz, Triest, Linz, Zara, Troppau, Salzburg, Laibach, Czernowitz und Klagenfurt.
Die k.k. Gendarmerie unterstand bis 1876 dem k.u.k. Kriegsministerium, was seit dem Ausgleich mit Ungarn von 1867 regelwidrig war, da das Kriegsministerium nur für gemeinsame Streitkräfte zuständig sein sollte, die Gendarmerie nach dem Ausgleich aber nur in Cisleithanien tätig war und mit dem Königreich Ungarn nichts mehr zu tun hatte. 1876 wurde dies geändert und die Gendarmerie strukturell (militärisch, ökonomisch, administrativ) dem cisleithanischen Landwehrministerium unterstellt. Im öffentlichen Sicherheitsdienst unterstand die Gendarmerie den politischen k.k. Bezirks- und Landesbehörden.

### Versorgungseinrichtungen
k.k. Pferdezuchtanstalten
Landwehrmonturdepot (Wien)
Landwehrwaffendepot (Wien)
Landwehrzeugsanstalt (Wien)
Landwehrremontendepots in Zawadka und Wolfpassing
Landwehrspitäler in Krakau, Teschen, Olmütz, Kremsier, Graz, Klagenfurt, Eger, Pilsen, Leitmeritz, Caslau, Hohenmauth, Rzeszów, Jaroslau, Stryj, Czernowitz, Linz, St. Pölten und Wels

## Unterstellte Truppenverbände

### Landwehrfußtruppen
- 13. Landwehr-Infanterietruppendivision in Wien
- 21. Landwehr-Infanterietruppendivision in Prag
- 22. Landwehr-Infanterietruppendivision in Graz
- 26. Landwehr-Infanterietruppendivision in Leitmeritz
- 43. Landwehr-Infanterietruppendivision in Czernowitz
- 44. Landwehr-Infanterietruppendivision in Innsbruck
- 45. Landwehr-Infanterietruppendivision in Przemyśl
- 46. Landwehr-Infanterietruppendivision in Krakau

### Landwehrkavallerie
- 1. Landwehrkavalleriebrigade in Wels
- 2. Landwehrkavalleriebrigade in Olmütz
- 3. Landwehrkavalleriebrigade in Lemberg

### Landwehr-Artillerie
- Acht „Landwehr-Feldkanonendivisionen“ (unter anderem bei der Artillerie wurden Verbände in Bataillonsstärke als „Divisionen“ bezeichnet) waren je einer Landwehr-Infanterietruppendivision zugeteilt und mit der gleichen Nummer versehen.
- Acht „Landwehr-Feldhaubitzdivisionen“ waren je einer Landwehr-Infanterietruppendivision zugeteilt und mit der gleichen Nummer versehen.